# Korstörnesläktet
Korstörnesläktet  (Gleditsia) är ett växtsläkte i familjen ärtväxter med 14 arter som förekommer naturligt i Nord- och Sydamerika, samt i sydöstra Asien. Några arter odlas som trädgårdsväxter i Sverige.